# Bandino Gualfreducci
Bandino Gualfreducci (Pistoia, 1565 - Rome, 5 mars 1627) est un jésuite et humaniste italien.

## Biographie
Né en 1565 à Pistoia, Bandino Gualfreducci fut admis dans la Compagnie de Jésus à l’âge de dix-neuf ans, y enseigne quelque temps la rhétorique, et est ensuite demandé par le préposé général pour secrétaire des lettres latines. Sur la fin de sa vie, il se retire dans la maison de son ordre à Rome, et y meurt le 5 mars 1627.

## Œuvres
- Hieromenia seu sacri menses, Rome, 1622, 1625, in-12. C’est un recueil de vers à la louange de chaque saint dont l’Église célèbre particulièrement la fête dans le cours de l’année.
- Variorum carminum libri sex, ibid., 1622, in-12. Ce volume renferme, entre autres pièces, une traduction en vers de l’Œdipe roi de Sophocle.
- Sigeris, tragédie, ibid., 1627, in-12. Cette pièce est suivie de quelques autres morceaux dans le genre dramatique.
- Oratio de Passione Domini, ibid., 1641, in-12, sermon prononcé en 1606 en présence du pape Paul V.